# Ruthville
Ruthville – jednostka osadnicza w Stanach Zjednoczonych, w stanie Dakota Północna, w hrabstwie Ward.